# Панцерник «Князь Потьомкін-Таврійський»

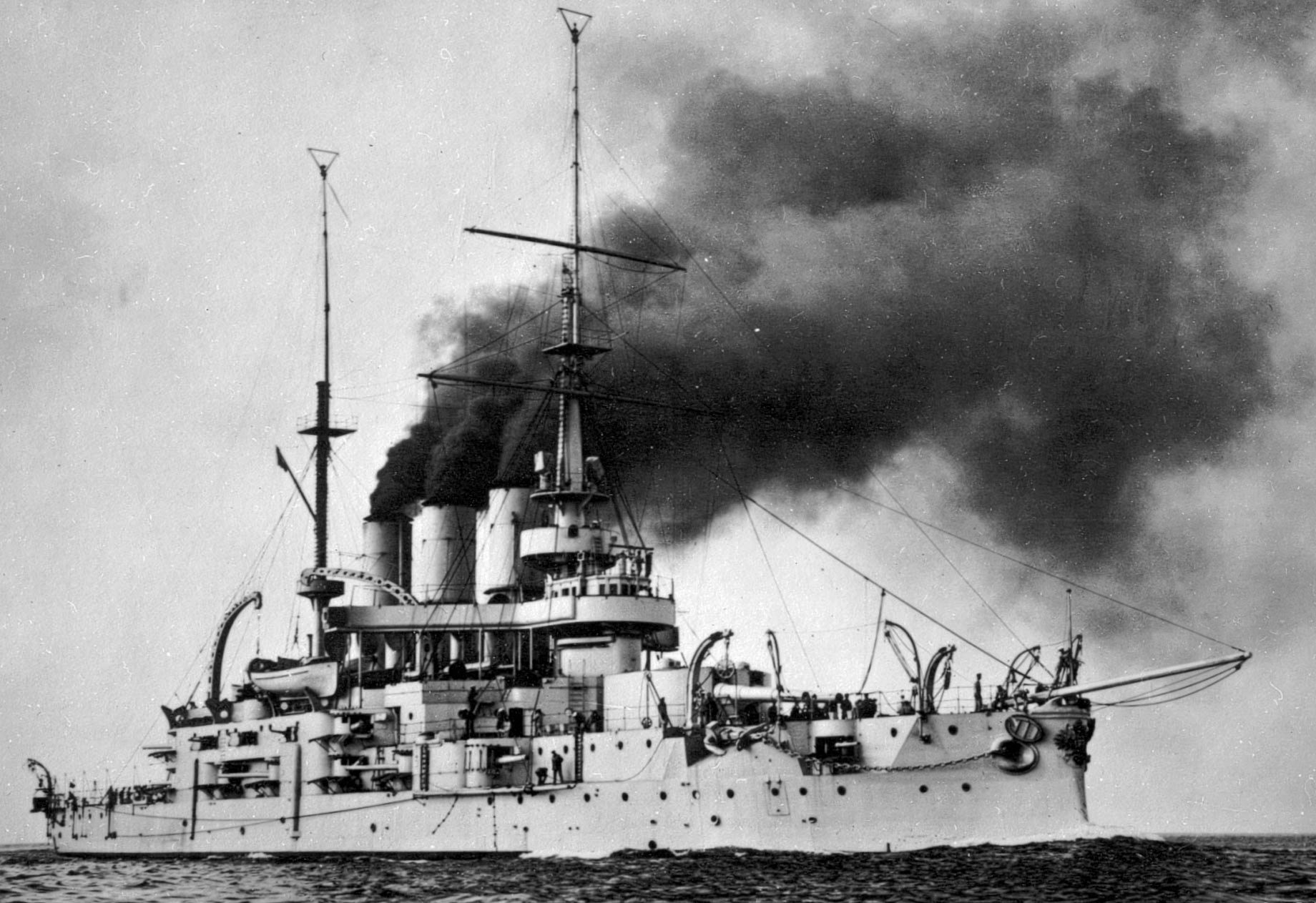
Ескадрений броненосець «Пантелеймон» (колишній «Князь Потьомкін Таврійський»), кампанія 1906 року

Кня́зь Потьо́мкін-Таврі́йський (рос. Князь Потёмкин-Таврический) — панцерник Чорноморського флоту Російської імперії. Названий на честь Григорія Потьомкіна.
Відомий тим, що на ньому 1905 року відбулося перше в історії Російського флоту збройне повстання моряків.
За часів УНР мав назву «Борець за свободу», входив до Українського військово-морського флоту.

## Будівництво панцерника
7 грудня 1897 року вийшов «височайший указ» імператора Миколи ІІ по морському відомству, відповідно до якого 8-й (і останній), в рамках суднобудівної програми Російської імперії на 1882–1902 рр., броненосець для Чорного моря отримав назву «Князь Потьомкін-Таврійський».
15 грудня 1897 року в елінгу № 7 Миколаївського адміралтейства був встановлений перший лист горизонтального кіля корпусу. 
Панцерник був офіційно закладений вранці 28 вересня 1898 року. Миколаївський завод «Наваль», що був створений за рік до того, монтував машинне відділення і виробляв башти головного калібру. Автором проєкту та керівником будівництва був корабельний інженер севастопольського військового порту Олександр Шотт.
Будувався по прототипу ескадреного броненосця «Три Святителі», переробленому проекту броненосців типу «Пересвет» (схема бронювання подібна до англійського броненосця «Мажестік»).
На броненосці вперше використовували централізоване управління артилерійським вогнем. Крім цього, він став першим кораблем російського флоту з котлами для рідкого палива.
Проектна водотоннажність корабля — 12480 тонн, фактична 12900 тонн. Довжина корпусу — 113,2 метрів, ширина — 22,2 метрів. Сумарна потужність двигунів — 10600 к.с. Швидкість повного ходу корабля — 16,7 вузла.
25 вересня 1900 року комісія з 5 корабельних інженерів на чолі з портовим корабельним інженером Михайловим і за участі О. Шотта, портового інженера Антипенка, Г. Іванова, що спостерігав за будівництвом механізмів корабля, і командира броненосця капітана 1 рангу М. Баля підписала акт про готовність корабля до спуску та необхідності наступної його добудови.
«Князь Потьомкін-Таврійський» був спущений на воду 26 вересня 1900 року. До формування екіпажу корабля приступили одночасно з його закладкою. Для цього був створений 36-й флотський екіпаж.
12 квітня 1902 року було прийнято рішення продовжити добудову броненосця у Севастополі.
4 травня 1902 року, новий командир броненосця капітан 1 рангу І. Тіхменьов, що змінив М. Баля, отримав наказ озброїти корабель для плавання.
21 червня 1902 року «Князь Потьомкін-Тавричеський» прибув до Севастополя. Розпочався новий етап добудови корабля.
У листопаді 1902 року О. Шотта було призначено у Миколаєві портовим корабельним інженером і будівельником нового броненосця «Евстафій». Добудову «Князя Потьомкіна-Таврійського» продовжив корабельний інженер В. Константинов.
На початку березня 1903 року була завершена установка плит броньового поясу, після чого почали ставити плити верхнього ярусу, бойову рубку, прилади керування і сигналізації. Корабель був готовий для установки артилерії. До російсько-японської війни «Потьомкін» володів найпотужнішим артилерійським озброєнням серед ескадрених броненосців російського флоту.
8 жовтня «Князь Потьомкін-Таврійський» прийняв з берега прапор 36-го екіпажу і почав кампанію, одночасно продовжуючи добудівні роботи.
Разом з командиром броненосця капітаном 1 рангу І. Тіхменьовим в списках корабля значились 21 офіцер, 69 унтерофіцерів і 568 рядових матросів (ще 22 проходили навчання у школах мінерів, комендорів і машиністів).
20 грудня 1903 року під час ходових випробувань на кораблі сталась пожежа. Командиром корабля тоді був капітан 1 рангу Є. Голіков.
Практично весь 1904 рік броненосець провів у ремонті.
29 квітня 1905 року «Потьомкін» вийшов у море і вперше провів стрільбу 305-мм гарматами головного калібру.
5 травня броненосець прийняв на борт приймальну комісію і вийшов у море для виконання торпедних стрільб.
У червні 1905 року він здійснив свій перший навчальний похід у море.

## Передумови повстання
В цей час відбувався підйомом революційного руху в Росії та національної свідомості в Україні. На Чорноморському флоті партійні та національні українські гуртки з'явилися ще в 1902–1903 рр. Україна в складі Російської імперії перебувала під подвійним гнітом — національним і соціальним, тож матроси Чорноморського флоту, в переважній більшості українці, брали активну участь в революційному русі проти царату.
1 серпня 1904 року на броненосці «Князь Потьомкін-Таврический» командир корабля (він же командир 36-го флотського екіпажу) капітан 1 рангу Є.Голиков особисто здійснив огляд особистих речей екіпажу та приміщень корабля у пошуках забороненої літератури.
3 листопада 1904 року в казармах Чорноморської флотської дивізії стався перший масовий виступ матросів проти репресій, що їх проводив командувач флоту контрадмірал Г. Чухнін.
4 грудня через неякісне харчування виникли заворушення у Лазаревських казармах, де матроси на знак протесту захопили гвинтівки і відкрили вогонь у повітря.
В травні 1905 року екіпаж корабля складався з 731 людини, у тому числі 26 офіцерів. Відповідно до суднового журналу «Потьомкіна», більшість команди складали українці: інженер-механік Коваленко, стройовий квартирмейстер Денисенко, артилерійський унтерофіцер Вакуленчук, старші боцмани Димченко і Мурзак, стерновий боцман Костенко, боцман Кузьменко, квартирмейстер Коров'янський, мінний машиніст Матюшенко, унтерофіцери і матроси Кулик, Різниченко, Пархоменко, Дорошенко, Осадчий, Шевченко, комендор Міненко тощо.
Олександр Коваленко був одним із активних членів Революційної української партії, прихильником незалежності України, вів агітацію на флоті. Світогляд Панаса Матюшенка формувався під впливом його друга та земляка — відомого письменника та вченого Гната Хоткевича; матрос був, як тоді казали, «щирим українцем».

## Повстання
27 червня (14 червня за ст. ст.) 1905 року на броненосці перше в історії російського флоту спалахнуло збройне повстання моряків.
Організатором і першим керівником повстання на броненосці «Потьомкін» став уродженець Житомира артилерійський унтерофіцер Григорій Вакуленчук. Приводом для повстання послужив наказ командира корабля про розправу з 30 матросами, що відмовилися їсти борщ приготовлений зі зіпсованого м'яса.
Повстання почалось з легендарної фрази, вимовленої Вакуленчуком українською мовою: «Та доки ж ми будемо рабами!».
Як згодом влучно висловився Іван Багряний, що докладно вивчав історію повстання та працював над романом про панцерник: «Це було повстання української стихії. Повстання кріпаків князя Потьомкіна, нащадків Самійла Кішки і всього українського Запоріжжя».
Повстання підтримали «нижні чини» — матроси та унтерофіцери, до яких добровільно приєднався лише один офіцер — Олександр Коваленко. Моряки заарештували більшість офіцерів. Кілька офіцерів погодилися співпрацювати з повсталими на так званих добровільно-примусових началах.
На самому початку повстання на «Потьомкіні» Григорій Вакуленчук був смертельно поранений старшим офіцером Іполітом Гіляровським. Після цього, керівником повстання став мінний машиніст (відав носовими торпедними апаратами) Панас Матюшенко.
В ніч на 15 червня (за ст. ст.) «Потьомкін» прибув до Одеси з вимогою дати можливість йому взяти воду і вугілля.
Вранці 15 червня з броненосця на берег було доставлене тіло Вакуленчука. В записці на грудях загиблого було сказано: «Перед вами лежить тіло вбитого матроса Григорія Вакуленчука, убив старший офіцер ескадреного броненосця „Великий князь Потьомкін-Таврійський“ за те, що він сказав, що борщ не годиться. Помстимося кровопивцям! Смерть гнобителям, нехай живе свобода!». До вечора на набережній вже зібралось до 10 тисяч осіб. Почались провокації, деякі крамниці були розбиті і підпалені. Сталися заворушення в порту. Війська відкрили вогонь по натовпу.
Під час похорону Вакуленчука відбулися ще одне заворушення, урядові війська вбили кількох моряків з «Потьомкіна».
Повсталі ухвалили два звернення — «До гнобителів народу» і «До всіх поневолених народів Росії», що свідчить про національно-визвольну спрямованість повстання на панцернику.
Окремо слід відзначити, що повстання на «Потьомкіні» не мало нічого спільного з більшовизмом. І тільки пізніше, коли радянська влада почала створювати власну міфологію замість історії, ЦК ВКП(б) вирішило згадати і про повсталий корабель. Створенню більшовицького міфу про «червоний» броненосець найбільше сприяв однойменний фільм С.Ейзенштейна (1925).
Факти ж говорять про інше: повсталі матроси, прибувши до Одеси, навіть не захотіли говорити з посланцем Ульянова-Леніна. Так само, вони не захотіли говорити з представниками місцевих більшовиків. Відомо, що Ленін вимагав від матросів «Потьомкіна» бомбардувати місто, висадити десант, зав'язати бої. Матроси вирішили цього не робити і тим самим порятували місто від руйнування. Корабель залишив порт Одеси та вийшов у відкрите море.

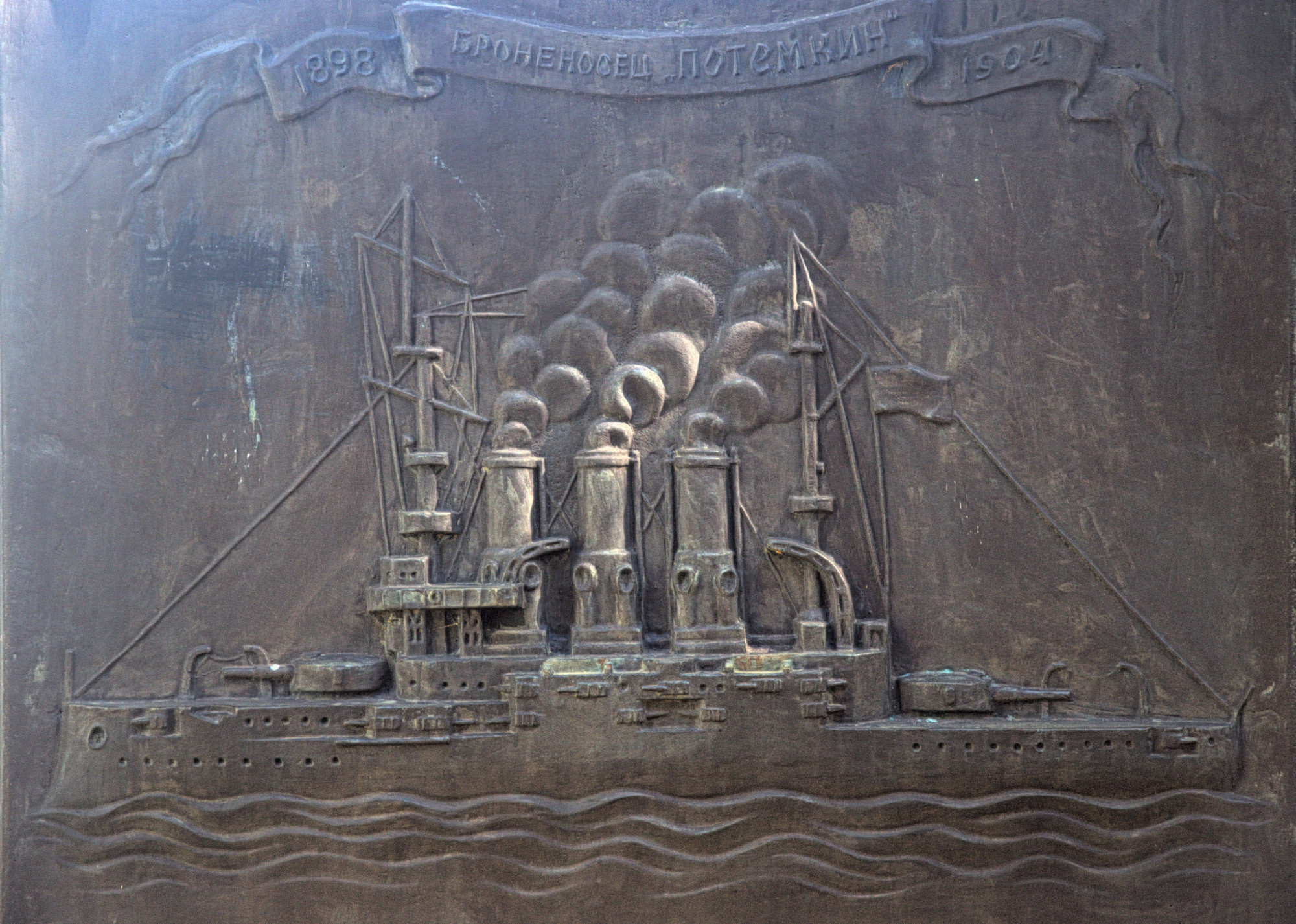
Барельєф на Флотському Бульварі, м. Миколаїв

Повстання на «Потьомкіні» викликало великий резонанс на флоті. До повсталого броненосця приєднався міноносець № 267.
Царський уряд добре розумів, наскільки небезпечним є «Князь Потемкин-Таврический» для ситуації на Чорноморському узбережжі. Імператор Микола II віддав наказ командувачу Чорноморського флоту віцеадміралу Г.Чухніну розшукати бунтівний броненосець і потопити його разом із командою.
На придушення повстання командування Чорноморського флоту 16 (29) червня 1905 року послало дві ескадри (5 броненосців, 1 крейсер, 7 міноносців).
18 червня на обрії з'явилась ескадра з кораблів, надісланих на придушення повстання. Але моряки ескадри відмовилися стріляти по «Потьомкіну». До них із палкою промовою звернувся Олександр Коваленко: «…Ми тепер брати не тільки по крові, а й по духу — стоїмо за одне і вимагаємо своє, і доб'ємося того, що потрібно не тільки нам, а й нашим дітям та внукам. Хай живе Свобода!». Після цього панцерник «Георгій Побідоносець» приєднався до «Потьомкіна». Інші 4 броненосці відійшли на рейд.
Слід додати, що повстання на «Георгії Победоносці» очолили українці Дорофій Кошуба та Семен Дейнега.
2 липня (19 червня за ст. ст.) 1905 року — почалось повстання на навчальному судні «Прут», яке очолили українці Адаменко, Чорний, Захарченко, Бойко, Козуба, а також Петров із Казані.
Повстання на крейсері «Очаків», що спалахнуло невдовзі, очолив також українець — кондуктор (унтерофіцер) Сергій Часник.
Команда «Потьомкіна» повела корабель, разом з міноносцем № 267, до румунського порту Констанца, де 20 червня передала представникам іноземних консульств та пресі звернення «До всього цивілізованого світу» та «До всіх європейських держав», в яких роз'яснила мету своєї боротьби. Румунська влада відмовилася надати бунтівному кораблю необхідні припаси. Панцерник зробив рейд до Феодосії, але при спробі зійти на берег по них відкрили вогонь.
Витративши всі запаси палива і продовольства, моряки вирішили здатися румунській владі.
8 липня корабель пішов на Констанцу, де був інтернований урядом Румунії, а наступного дня — повернений Росії.
14 липня 1905 року корабель відбуксували до Севастополя.
Після поразки повстання Панас Матюшенко та інші його учасники зійшли на берег в Румунії і залишились там як політичні емігранти. Імперський уряд вимагав від Румунії видати їх як кримінальних злочинців, але Румунія відмовила. Згодом більшість повстанців залишили Румунію, частина повернулася на батьківщину. Більшість із тих, хто повернувся, були заарештовані та страчені.

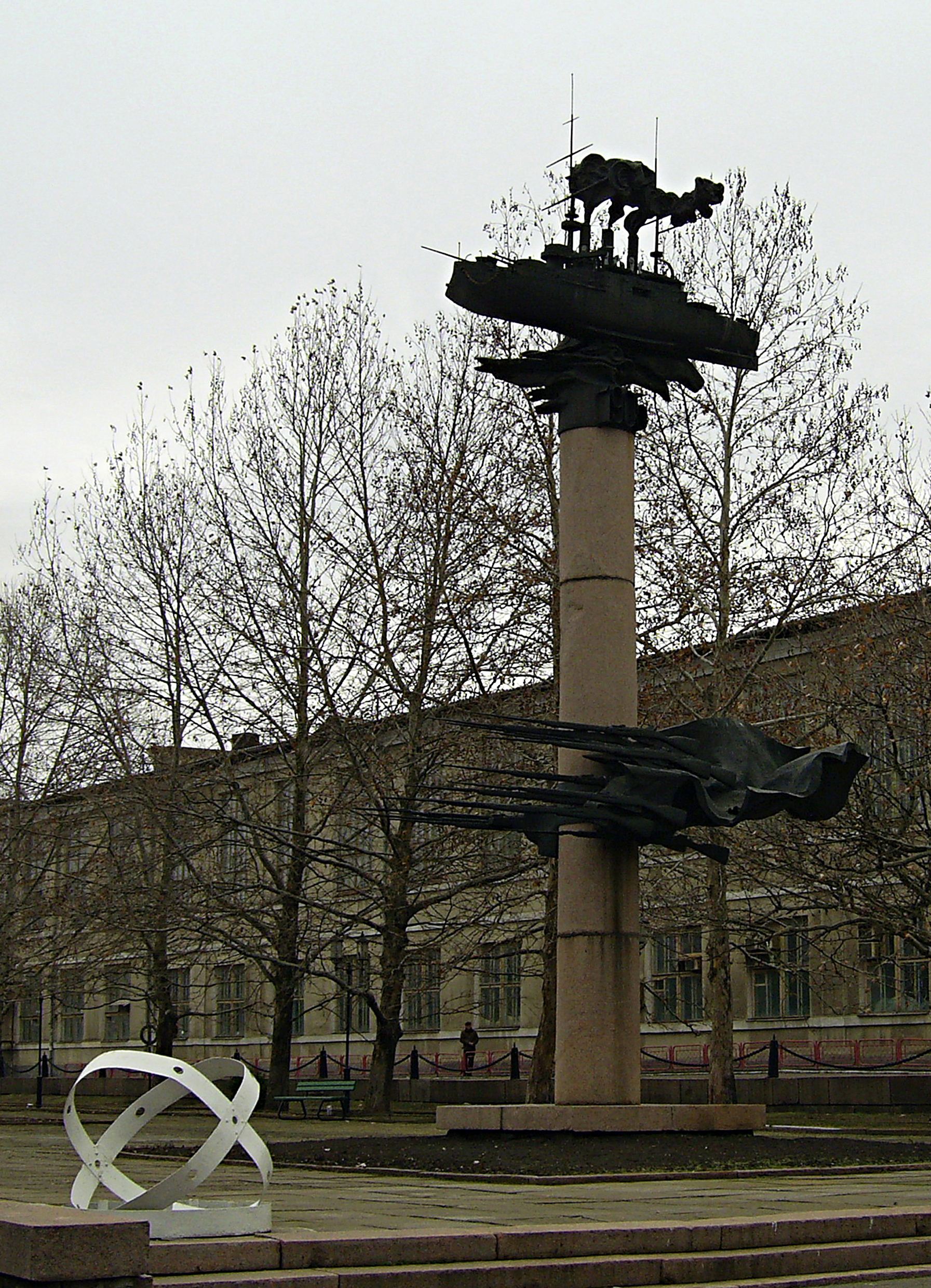
Монумент на честь повстання на броненосці «Потьомкін» на території Миколаївського суднобудівного заводу

## Подальша доля
Після повстання броненосець був перейменований у «Св. Пантелеймон».
Брав участь в Севастопольському збройному повстанні в листопаді 1905 року. У 1910 році пройшов капітальний ремонт корпусу і механізмів в майстернях Севастопольського порту.
2 жовтня 1911 року сів на мілину при виході з рейду Констанци. У 1912 році — ремонт підводної частини в Севастопольському порту.
Брав участь у бойових діях під час Першої світової війни у складі 2-ї бригади лінкорів, зокрема у Трапезундській наступальній операції 5 лютого — 18 квітня 1916 року.
На початку 1917 року воєнні дії на Чорному морі практично припинилися. «Пантелеймон», разом з іншими кораблями Чорноморського флоту, перебував на своїй головній базі в Севастополі.
Після Лютневої революції в Севастополі були створені Чорноморський Український військовий комітет, Центрофлот та Рада військових і робітничих депутатів. На броненосці, як і на більшості кораблів флоту, були утворені українські організації. Моряки-українці активно вимагали від Центральної Ради реальних дій по українізації Чорноморського флоту та створенню Українського військового флоту.
Український прапор на кораблі був піднятий восени 1917 року, тоді ж він одержав назву «Борець за свободу».
На початку 1918 року, ненадовго, був захоплений Червоною армією.
У квітні 1918 року в Севастополі відбулось два антибільшовицьких повстання робітників портів і заводів, активно підтримане моряками флоту.
22 квітня 1918 року командувач Чорноморського Флоту контрадмірал Михайло Саблін наказом по флоту оголосив, що «всі судна, портове майно, які знаходяться у портах Криму, є власністю Української Народної Республіки. А тому наказую скрізь, де треба, підняти українські прапори».
29 квітня 1918 року на броненосці, як і на всіх кораблях та фортецях Чорноморського флоту, було піднято український прапор.
За часів гетьмана Павла Скоропадського належав до Українського військово-морського флоту.
Наприкінці 1918-го був захоплений англійцями в Севастополі. Через пів року, під час евакуації з Криму, вони підірвали механізми корабля і вивели з ладу артилерію.
29 квітня 1919 року, під час окупації більшовиками Криму, був захоплений частинами червоного Українського фронту та увійшов до складу Червоного флоту УСРР. Але вже 24 червня був відвойований військами Добровольчої армії.
15 листопада 1920 року, після остаточного встановлення радянської влади в Севастополі, до ладу не приводився.
У 1923 році більшовики (на виконання директиви Леніна, що добре пам'ятав справжню історію повстання) розібрали легендарний броненосець на металобрухт.
21 листопада 1925 року виключений зі списків кораблів РККФ.
Одна зі щогл броненосця використовується в Криму як основа для одного з маяків.

## Деякі учасники повстання
- Тороп Іван Володимирович (нар.1882, селище Курлацьке, Таганрогського окр., Область Війська Донського — пом. ?) — кочегар, православний, неодружений, неграмотний, селянин, хлібороб. Призваний на флот у 1903. З 1905 по 1917 жив у м. Тулчі, займався рибальством. Повернувся на батьківщину в 1936, жив у селищі Ясенівський.
- Єфіменко (Юхименко) Мусій Мусійович — народився у місті Ростов на Дону. Православний, одружений. Призваний на флот у 1902 році. Брав участь у повстанні. З 1905 по 1924 жив у селищі Мастакан (Румунія). На батьківщину не повернувся, тому що на станції "Антоніни" були викрадені документи. Похований у селі Росолівці, Хмельницька область, Україна.
- Балацький Наум (18?? — 1933) — після повстання деякий час жив на території Румунії, згодом повернувся до України.
- Багмут І. І. (діяльн. — поч. 20 ст.) — військовик.
- Бойко С. С. (діяльн. — поч. 20 ст.).[2]